# والتر نرینگ
والتر نرینگ (به آلمانی: Walther Nehring) (۱۵ اوت ۱۸۹۲–۲۰ آوریل ۱۹۸۳) یک نظامی بلندپایه آلمانی در دوره رایش سوم بود که در جریان جنگ جهانی دوم فرماندهی یگان‌های زرهی مختلفی از سطح لشکر تا ارتش میدانی را در جبهه‌های شرقی و شمال آفریقا بر عهده داشت.

## سال‌های اولیه
والتر نرینگ روز ۱۵ اوت سال ۱۸۹۲ در اشترتسین در پروس باختری زاده شد. اصالت خاندان او به هلند بازمی‌گشت. اجدادش کشاورز و زمین‌دار بودند. نرینگ دوران مدرسه را در سوپوت و دانتسیش گذراند. روز ۱۶ سپتامبر سال ۱۹۱۱ به عنوان افسرِ دانشجو وارد خدمت نظامی شد و به هنگ ۱۵۲ پیاده‌نظام پیوست. روز ۱۸ دسامبر سال ۱۹۱۳ درجه ستوان دومی به او اعطا گردید. از روز ۸ نوامبر سال ۱۹۱۴ وارد میدان‌های رزم در جنگ جهانی اول شد و در نبرد تاننبرگ حضور یافت. روز ۱۴ سپتامبر در نزدیکی دریاچه مازوریان از ناحیه گلو و سر مجروح شد. نرینگ نشان درجه دو صلیب آهنین را دریافت کرد. روز ۲ نوامبر با مرخص شدن از بیمارستان به گردان ۱۴۸ جایگزینی متحرک منتقل و آجودان این یگان گشت. این گردان متعلق به لشکری بود که از مرزهای پروس شرقی محافظت می‌نمود. درگیری‌های نواحی کوتنو، لیتوانی و کورلند را تجربه کرد. روز ۶ ژوئن سال ۱۹۱۵ به درجه ستوان یکمی ترفیع یافت. نشان درجه یک صلیب آهنین و سال ۱۹۱۸ نشان سیاه رنگ زخم به نرینگ اعطا شد.

## رایشسور
ترفیع درجات:
- ۸ فوریه ۱۹۱۳: ستوان دوم
- ۶ ژوئن ۱۹۱۶: ستوان یکم
- ۱ مارس ۱۹۲۳: سروان
- ۱ فوریه ۱۹۳۲: سرگرد
- ۱ سپتامبر ۱۹۳۴: سرهنگ دوم
- ۱ مارس ۱۹۳۷: سرهنگ
- ۱ اوت ۱۹۴۰: سرتیپ
- ۱ فوریه ۱۹۴۲: سرلشکر
- ۱ ژوئیه ۱۹۴۲: سپهبد (ژنرال نیروهای زرهی)

پس از جنگ، نرینگ در نیروهای مسلح ۱۰۰ هزار نفری آلمان موسوم به رایشسور باقی ماند. ماه مارس سال ۱۹۲۳ با درجه سروان به فرماندهی گروهان ۱۳ مسلسل هنگ ۲ پیاده‌نظام رسید. سپس با ورود به تروپه‌نامت (دفتر نیرو) در وزارت دفاع، برای دوره آموزشی ستاد برگزیده شد. نرینگ بین سال‌های ۱۹۳۴ تا ۱۹۳۷ درجه‌های سرگرد، سرهنگ دوم و سرهنگ را دریافت کرد.

## ورماخت
روز ۵ اکتبر سال ۱۹۳۷ به فرماندهی هنگ ۵ زرهی منصوب گشت. ماه ژوئیه سال ۱۹۳۹ به ستاد سپاه ۱۹ منتقل گردید. هنگام آغاز جنگ جهانی دوم نرینگ ریاست ستاد سپاه ۱۹ تحت امر سپهبد هاینتس گودریان، را بر عهده داشت. در جریان نبرد لهستان و نبرد فرانسه در این جایگاه بود. روز ۱ اوت سال ۱۹۴۰ به درجه سرتیپ ترفیع یافت و مدتی کوتاه بعد فرمانده لشکر هجدهم زرهی شد. نرینگ این لشکر را در مراحل اولیه عملیات بارباروسا، تهاجم آلمان به شوروی، رهبری کرد. روز ۲۴ ژوئیه سال ۱۹۴۱ مفتخر به دریافت نشان صلیب شوالیه صلیب آهنین شد.
نرینگ روز ۲۶ ژانویه سال ۱۹۴۲ جایگاه پیشین را ترک کرد و به شمال آفریقا رفت. روز ۱ فوریه به درجه سرلشکر ترفیع پذیرفت. ماه مه فرماندهی آفریکاکور را بر عهده گرفت. روز ۱ ژوئیه به درجه سپهبد (ژنرال نیروهای زرهی) ترفیع گرفت. نرینگ روز ۳۱ اوت هنگام پیشروی به سمت العلمین، در یک میدان مین بریتانیایی مجروح گردید. فیلدمارشال آلبرت کسلرینگ، فرمانده کل جبهه جنوبی، ماه نوامبر نرینگ را به فرماندهی ارتش پنجم زرهی در تونس منصوب کرد. عملکردی که داشت موجب شد فیلدمارشال اروین رومل برای نخستین بار، درخواست اعطای برگ‌های بلوط صلیب شوالیه به بکند.
نرینگ به جبهه شرقی بازگشت و روز ۹ نوامبر ۱۹۴۲ فرماندهی سپاه ۲۴ زرهی را بر عهده گرفت. سپاه او در قسمت جنوبی خط مقدم عمل می‌کرد. تا تابستان سال ۱۹۴۴ به جنوب لهستان عقب‌نشینی کرد. نرینگ برگ‌های بلوط صلیب شوالیه را روز ۴ فوریه سال ۱۹۴۴ و شمشیرهای صلیب شوالیه را روز ۲۲ ژانویه سال ۱۹۴۵ دریافت کرد. تا ماه مارس سال ۱۹۴۵ سپاه زرهی مضمحل‌شدهٔ او تا سیلزی عقب رانده شد. این یگان در این زمان با دربرگرفتن بقایای لشکرهای شانزدهم و هفدهم زرهی، «گروه نرینگ» نامیده می‌شد. نرینگ این گروه را تا روز ۱۹ مارس سال ۱۹۴۵ فرماندهی کرد و سپس روز بعد در آخرین جایگاه جنگی خود، فرمانده ارتش یکم زرهی شد. در روزهای پایانی جنگ با نیروهایش به سمت غرب رفت و روز ۳ آوریل تسلیم نیروهای آمریکایی شد.
نرینگ سه سال را در اسارت گذراند و در نهایت ماه مه سال ۱۹۴۸ آزاد شد. سپهید والتر نرینگ در نهایت روز ۲۰ آوریل سال ۱۹۸۳ در سن ۹۱ سالگی در دوسلدورف درگذشت.

## تالیفات
وی پس از جنگ کتابی با عنوان «تاریخ نیروهای زرهی آلمان ۱۹۱۶ تا ۱۹۴۵» نوشت. وی هم‌چنین مقدمه کتاب «نبرد رعدآسا: از ظهور هیتلر تا سقوط دونکرک» لن دیتون را نوشته است.